# Alela

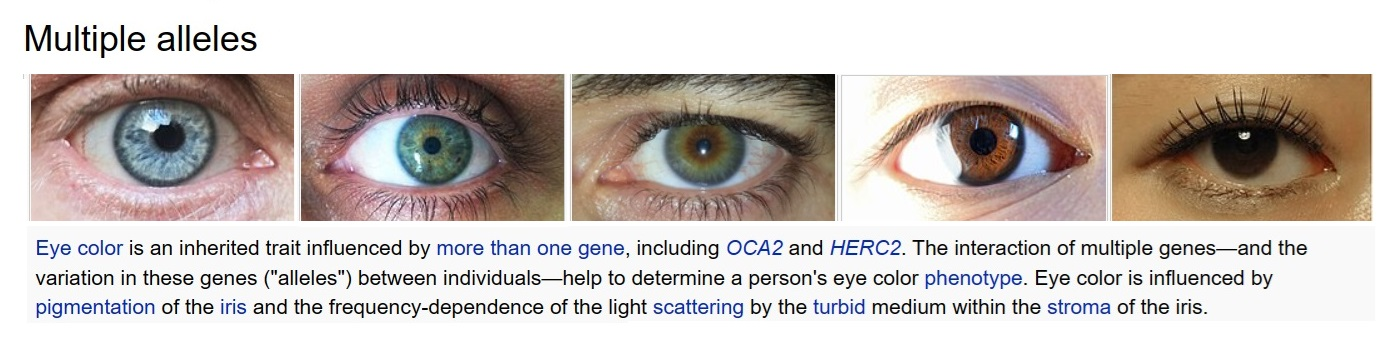
gen podmiňující barvu očí může mít několik forem - alel

Alela (allela, alelomorfa) je konkrétní forma genu. Každá alela může mít jednu nebo několikero forem. Gen je zodpovědný za znak (například za barvu očí), zatímco alela je zodpovědná za projev znaku (zda budou oči modré nebo hnědé). Alely se vyskytují v párech, základem je forma dominantní (A) a recesivní (a). Jednu alelu dědí jedinec po otci, druhou po matce. Která z nich se projeví fenotypicky, záleží na kombinaci páru alel v somatické buňce (AA, Aa, aa).
Je-li alel na jednom lokusu více, může se jednat o genetický polymorfismus. Drobná, ale i třeba z hlediska struktury genu rozsáhlá mutace, která nemá za výsledek dostatečně odlišnou expresi genu, se za novou alelu nepovažuje. Obdobné je to s výskytem: Stejných alel musí být v populaci více než 1 %, jinak se nepovažují za genetický polymorfismus. Ten definuje skupiny, odlišuje jedince, dělí populace.
Krajním případem je jednonukleotidový polymorfismus, kdy se alely liší pouze v jediném nukleotidu (u více než 1 % populace). Odhalovat tak malé změny v alelách je úkol molekulární genetiky. Místo genotypu a fenotypu se mluví o sekvencích DNA a odezvě organismu na molekulární úrovni (není vidět, ale dá se dokázat laboratorním testem).

## Zastoupení alel v populaci
Podíl zastoupení jednotlivých alel v populaci nebývá stejný a s časem se i podstatně mění. (Jedinou výjimkou by měla být ideální panmiktická populace, ovšem něco takového reálně neexistuje). Jelikož nové alely vznikají zpravidla mutací, je jejich četnost menší než alely původní a jejich fixace v populaci závisí na mnoha okolnostech. Alely s nulovým nebo negativním vlivem na fitness mají jen minimální šanci na zachování v dostatečně velké panmiktické populaci, v níž zpravidla dochází maximálně k mírnému a nevýznamnému kolísání poměru mezi jednotlivými zastoupenými alelami (výjimkou je případ, kdy změna okolních podmínek změní vliv jednotlivých alel na fitness, pak může dojít i k vymizení nově nevýhodných alel). Větší šance mají v malých populacích, kde může k jejich fixaci výrazněji přispět genetický drift nebo efekt hrdla lahve. Nové alely se ve větších populacích časem zafixují, pokud se jim podaří přestát první období, kdy je jich velmi málo a kdy jim hrozí vymizení z důvodu prosté smůly.
U různých populací téhož druhu mohou být různé poměry zastoupení mezi jednotlivými alelami. Obzvláště to platí pro případy malých oddělených populací a pro případy, kdy je vliv alely na vnější znaky u různých populací různý. Typickým příkladem je výskyt alely pro srpkovitou anemii.

## Mezialelové interakce
Mezi alelami jednoho (i vícero) různých genů mohou existovat často i nesmírně složité mezialelové interakce. Jednotlivé alely se tak mohou projevovat nezávisle, nebo mohou potlačovat, měnit, či podporovat si navzájem svůj fenotypový projev.